# Rainer Danzinger
Rainer Danzinger (* 18. Mai 1943 in Salzburg; † 9. Januar 2023 in Wien) war österreichischer Psychoanalytiker, Gruppenpsychoanalytiker und Psychiater sowie Hochschullehrer. Er war Vorsitzender des Wiener Arbeitskreises für Psychoanalyse und leitete von 1996 bis 2008 als Ärztlicher Leiter und Primarius die damalige Landesnervenklinik Sigmund Freud (heute LKH Graz II Standort Süd). Er arbeitete als Lehranalytiker und Supervisor in Wien und Graz.

## Publikationen (Auswahl)
- Über Grenzen begleiten. Model „sozialpsychiatrischer Übergangsdienst“. Pro Mente, Linz 2002, ISBN 3-901409-43-2.
- Wahnsinn Psychiatrie – Psychiatrische Institutionen als Symptombildung. In: Theodor Meißel, Gerd Eichberger (Hrsg.): Sozialpsychiatrie und Psychotherapie. Pro Mente, Linz 1998, ISBN 3-901409-18-1, S. 18–34.
- Institutionelle Gegenübertragung bei der stationären Behandlung depressiver Patienten. In: Theodor Meißel, Gerd Eichberger (Hrsg.): Sozialpsychiatrie und Psychotherapie. Pro Mente, Linz 1998, ISBN 3-901409-18-1, S. 184–193.
- als Herausgeber mit Hans Georg Zapotoczky: Irren auf steirisch. Psychiatrische Patienten und psychiatrische Versorgung in der Steiermark. Pro Mente, Linz 1997, ISBN 3-901409-12-2.
- als Herausgeber: Psychodynamik der Medikamente. Interaktion von Psychopharmaka mit modernen Therapieformen. Springer, Wien u. a. 1991, ISBN 3-211-82314-X.
- mit Peter Jeschek und Josef Egger: Der Weg ins Gefängnis. Der Einfluß von familiärer Sozialisation und behördlicher Selektion auf die Entstehung von Straffälligkeit. Eine empirische Untersuchung. Beltz, Weinheim u. a. 1977, ISBN 3-407-58008-8.